# Pán modrého meče
Pán modrého meče je knižní série českého spisovatele Ondřeje Neffa, která vznikla v letech 1984 až 2022. K roku 2023 se jedná o románovou sci-fi pentalogii. Odehrává se na Marsu, jejím hlavním hrdinou je divoch Rad Haager a skládá se z těchto dílů:
- Jádro pudla (1984),
- Pán modrého meče (1988),
- Čarodějův učeň (1989),
- Šídlo v pytli (1991),
- Operace Armagedon (2022).

## Jednotlivé díly

### Jádro pudla
Kniha Jádro pudla z roku 1984 je autorovou románovou prvotinou. Odehrává se na Marsu ve vzdálené budoucnosti. Celá Sluneční soustava je kolonizována, pouze Mars je vyčleněn z Planetárního společenství, protože ve 22. století došlo na planetě k vojenskému puči a od té doby na ní vládne vojenská diktatura sídlící ve městě Roma, které se rozkládá v obrovském kráteru v podhůří hory Olympus. Část lidí si však zvolila primitivní život volných lovců. Mezi ně patří i Rad Haager. Za přestoupení náboženských pravidel svého klanu je vyslán na sebevražednou cestu k posvátné hoře, kterou je právě Olympus. Na výpravě jej doprovází pouze věrný daimon Terr, zmutovaná místní forma pudla, který je velký jako menší medvěd.
Haager se shodu náhod dostane do města Roma, kde se generál Sulir snaží pomocí návykové supervize udržet život obyvatel v neměnnosti. Naráží však na snahu agresivního a mocichtivého plukovníka Vagyho, který chce ovládnout nejen planetu ale i Planetární společenství za použití překvapivého a zdrcujícího přepadu založeného na vynálezu profesora Souka, díky kterému lze postavit mimoprostorovou flotilu. V Romě dojde ke střetnutí, kde na Radově straně stojí i dcera generála Sulira Rena. Dojde ke značnému poničení města a vše je definitivně rozhodnuto díky příletu mimozemšťanů, kteří nejprve považovali daimona Terra za inteligentní bytost a při snaze se s ním domluvit z něj tuto inteligentní bytost udělali. Následně vrátili do zvířecího stavu nejméně lidskou bytost na planetě, plukovníka Vagyho.

### Pán modrého meče
Druhý díl pentalogie, podle kterého má celá série své jméno, vycházel roku 1988 na pokračování v týdeníku Sedmička pionýrů a knižního vydání se dočkal až roku 2007. Je proto někdy označován jako jedenapůltý díl.
Roma po událostech z prvního dílu vstoupila do vesmírného společenství (Kruh inteligentních civilizací), čímž definitivně skončila diktatura generála Sulira. Radova láska, generálova dcera Rena, se vydala ke hvězdám a Sulir před svým odchodem ukryl v horách několik bojových androidů. Rad Haager je společně se svým věrným druhem daimonem Terrem požádán Bahylem Salinasem z opraveného města Romy, jemuž asistuje android Fren Masten, aby skupinu androidů našel a zničil.
Salinas však spolu s inženýrem Easym dávají dohromady bojové androidy s výjimečně zkrácenou dobou reakce, což po vstoupení Marsu do Kruhu inteligentních civilizací není vůbec legální, a jakýsi Hlas (patřící údajně mimozemšťanovi) chce po Salinasovi vyvolání bitvy mezi těmito roboty a divochy z plání, což odporuje kodexu Kruhu ještě víc. Rad žádost odmítne a skrýš se rozhodne vyhledat trojice mladých bojovníků klanu Volných lovců. Skrýš najdou a otevřít jim jí pomůže Haagerův dvojník. Androidi pod jeho vedením začínají masakrovat bojovníky z plání. Nakonec se ukáže, že Hlas patří inženýrovi Easymu a Haagerův dvojník předá velení androidů skutečnému Haageori.

### Čarodějův učeň
Třetí díl vyšel roku 1989 a začíná za situace, kdy válka mezi primitivními kmeny a městem Roma je již skoro zapomenuta. Obě komunity lidí žijí vedle sebe, ale ne spolu. Město Roma se ale rozpíná za své původní hranice a její obyvatelé obsazují území loveckých kmenů. Dochází ke konfliktu technické a primitivní civilizace, v jehož středu opět stojí Rad Haager a jeho daimon Terr.

### Šídlo v pytli
Čtvrtý díl je z roku 1991. Zákeřní důstojníci ve spojení s temnými silami vesmírného společenství se pokoušejí znehodnotit sjednocovací snahy organizace vesmírných civilizací. Vyřešit tento problém musí opět Rad Haager s daimonem Terrem a také s Renou Sulirovou, kteří se kvůli tomu přenesou do jiného času a jiného prostoru.

### Operace Armagedon
Zatím poslední díl této série je z roku 2022.

## Seznam vydání příběhů tetralogie
- Jádro pudla, Albatros, Praha 1984, ilustroval Miroslav Jiránek.
- Pán modrého meče, vycházelo na pokračování v týdeníku Sedmička pionýrů, Mladá fronta 1988, ilustroval Miroslav Schönberg.
- Čarodějův učeň, Albatros, Praha 1989, ilustroval Teodor Rotrekl.
- Šídlo v pytli, Albatros, Praha 1991, ilustroval Teodor Rotrekl.
- Jádro pudla, Wolf Publishing, Praha 2006.
- Pán modrého meče, Wolf Publishing, Praha 2007.
- Čarodějův učeň, Wolf Publishing, Praha 2007.
- Šídlo v pytli, Wolf Publishing, Praha 2007.
- Operace Armagedon, Mystery Press, 2022.